# Abdulaziz Belraysh
Abdulaziz Belraysh (Trípoli, 12 de julho de 1992) é um futebolista líbio que atua como defensor.

## Carreira
Abdulaziz Belraysh representou o elenco da Seleção Líbia de Futebol no Campeonato Africano das Nações de 2012.